# Franjo Tomašić
Franjo Ksaver Tomašić (Fiume, 2 ottobre 1761 – Zara, 12 agosto 1831) è stato un militare austriaco. Fu attivo durante le guerre rivoluzionarie francesi e le guerre napoleoniche.

## Biografia
Nacque a Fiume nel 1761. Già da piccolo era un profondo appassionato della vita militare e decise di studiare presso l'Accademia del Genio di Vienna. Completati gli studi, diplomandosi come uno dei migliori del suo corso, si arruolò come cadetto nel corpo del genio militare: divenne presto un ufficiale e venne impiegato nella costruzione della fortezza di Jaroměř. A seguito dello scoppio della guerra con la Francia, già divenuto capitano, si distinse nella difesa della fortezza di Le Quesnoy nel 1793. Durante il conflitto fu catturato dai francesi e condannato a morte: rischiò concretamente di finire ghigliottinato ma il crollo del regime del Terrore fece cadere la sua condanna. Il coraggio dimostrato a Le Quesnoy fu tale che il comandante della fortezza lo presentò personalmente all'imperatore Francesco, lodandone i meriti. Nel 1797 venne promosso maggiore e poco dopo inviato come ambasciatore a San Pietroburgo. Fu incaricato di guidare le forze del maresciallo Suvorov, in partenza verso l'Italia, poco tempo dopo: combatté nella penisola italiana per il resto della guerra, distinguendosi nel corso di uno scontro sul passo della Bocchetta nell'aprile 1800. Durante i combattimenti venne gravemente ferito al petto, portandone le conseguenze per il resto della vita. Ad ogni modo, il valore dimostrato gli garantì il titolo di Cavaliere dell'Ordine militare di Maria Teresa, ricevuto nel 1802, e l'elevazione a Freiherr.
Divenuto tenente colonnello nel 1801 e colonnello nel 1805, prese parte alla guerra della Quinta coalizione combattendo sul fronte italiano, in particolare comandando la fortezza di Palmanova durante l'assalto dei napoleonici. Al termine della guerra fu promosso a maggior generale ed messo a comando della fortezza di Leopoli. In seguito agli aggiustamenti dei confini tra Austria e Francia, venne ricollocato in Croazia e posto come comandante a Zagabria. In seguito all'entrata in guerra dell'Austria contro la Francia nel 1813, venne affidata lui la riconquista della Dalmazia. Nonostante i mezzi piuttosto limitati, riuscì a compiere pienamente l'incarico affidatogli, in parte anche per merito dell'intervento della flotta inglese e dell'abilità del generale Milutinović, suo sottoposto. Guidò personalmente l'assedio di Zara, caduta nel dicembre 1813, e fece in modo che tutti i francesi catturati fossero spediti in Italia come prigionieri di guerra. Per i meriti ottenuti durante la campagna vennero concesso lui il titolo di Commendatore dell'Ordine militare di Maria Teresa e la promozione a tenente feldmaresciallo. Dopo la fine della guerra, venne messo a capo dell'amministrazione militare e civile della Dalmazia, incarico che svolse ininterrottamente per i successivi 18 anni. Nel 1816 divenne consigliere privato dell'imperatore e fu nominato secondo proprietario del 22° reggimento Prinz Leopold beider Sicilien. Poco prima di morire nell'agosto 1831, ricevette l'onorificenza dell'Ordine della Corona Ferrea.